# 黑色偵探電影
黑色偵探電影是在1946年由法國電影評論家所提出，用來描述美國某種特殊類型的偵探電影。當時大量好萊塢的電影入侵法國，偵探電影變成法國電影主流，在時代動盪不安中，儼然有新興文化誕生，可稱之為B類電影，也因此蔚為電影的次文化。
在這樣的社會脈絡下，黑色偵探電影主要是指稱在1941至1958年間，冷戰前後國際局勢不穩定的狀態下，人們如何利用影像的再現，來反映全球性的壓抑不安和被害妄想，因此這類的電影多出現一種黑暗且悲觀的面向，最明顯是在視覺語碼的操弄上。在社會普遍反猶太主義的風潮底下，這些移民到美國的導演，藉由發展特殊的明暗對比，構成風格的刻板印象，因此不論是地點的擇取和相當低調的打光和精神分析層面上，都可完整大時代中社會困頓的黑暗淒涼。
黑色偵探類型的導演，多半將場景集中在城市的破落巷道與幽暗街頭，利用陰影與片段，暗室城市是充滿黑暗和墮落，企圖呈現危險曖昧的道德與社會價值，如何產製出種種的社會問題，而某種空間上的封閉與氣氛的黑色凝重，也投射出當時社會的緊張氣氛和模稜兩可。